# ألماس الدماء
للفيلم، أنظر ماسة الدماء (فيلم).

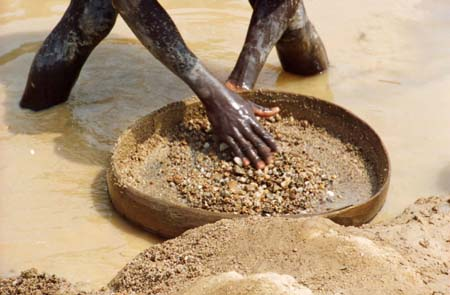
البحث عن الماس في سيراليون.

ألماس الدماء أو ألماس الحروب أو ألماس الأزمات هو مصطلح يطلق على الألماس الذي ينتج في مناطق الحروب والأزمات المسلحة لتمويل حروب أو تمرد أو نشاطات أمراء الحرب. وعادة يطلق على الماس المنتج في بعض مناطق أفريقيا.